# Recordações do Escrivão Isaías Caminha
Recordações do Escrivão Isaías Caminha é o primeiro romance do escritor brasileiro Lima Barreto. Com referência autobiográfica, tem como tema o racismo e a subordinação. Sua primeira publicação foi no ano de 1909, por A.M. Teixeira & CIA, pela Livraria Clássica de Lisboa, do qual Antonio Maria era proprietário. No ano de 1909, Lima Barreto lhe enviou uma carta agradecendo e oferecendo, como pagamento da edição e publicação, uma quantidade em livros para comercialização. 

## Crítica
Monteiro Lobato não fez restrições à linguagem do autor, criticada na época por conta de "alguns deslizes". Lobato gostou do texto e o elogiou ao amigo Godofredo Rangel:

Como ainda estou de resguardo e preso em casa, leio como nos bons tempos de Taubaté. Fechei neste momento um romance de Lima Barreto, Isaías Caminha. É dos tais legíveis de cabo a rabo. Romancista de verdade.— Lobato, A Barra, 384 - 24/11/1918
O jornal "O Globo" da ficção de Barreto, e nele alvo de críticas duras, era na verdade o prestigioso Correio da Manhã, segundo Lobato. Os jornalistas da época tentaram ignorar a obra devido à ofensa da denúncia, o que certamente prejudicou muito o início da carreira de Lima. Ainda segundo Lobato, Lima é o criador de uma nova fórmula de romance: a crítica social sem doutrinarismo dogmático.
Lima chegou a trabalhar no Correio da Manhã, mas com a publicação de Recordações do Escrivão Isaías Caminhas − onde faz críticas contundentes a Edmundo Bittencourt, o proprietário do jornal − Lima Barreto tornou-se persona non grata, não só nesse jornal como em todos os outros grande jornais do Rio de Janeiro.